# Gleußen
Gleußen ist ein Gemeindeteil von Itzgrund im oberfränkischen Landkreis Coburg.

## Geographie
Gleußen liegt südwestlich von Coburg, etwa 15 Kilometer entfernt. Der Ort befindet sich auf einem flachen Osthang des Itzgrunds. Durch Gleußen fließt der Herrether Bach, ein linker Zufluss der Itz. Schon im Hochmittelalter führte durch den Itzgrund eine Geleitstraße. Ab Gleußen gab das Fürstentum Coburg den Reisenden in Richtung Norden Schutz durch bewaffnete Reiter. Heute verläuft zwischen der Itz und dem Ort die Bundesstraße 4.

## Geschichte
Gleußen wurde im 9. Jahrhundert erstmals in den Traditionen des Klosters Fulda, die auf einer Abschrift im Codex Eberhardi aus dem 12. Jahrhundert beruhen, erstmals als „Glusne“ genannt. Eine weitere Erwähnung war 1299.
Die Gleußener Bauern waren wohl 1525 am Deutschen Bauernkrieg beteiligt. In der Folge durften die Einwohner sich für das evangelisch-lutherische Bekenntnis entscheiden. Unter dem ersten evangelischen Pfarrer Heinrich Vischer wurde die Reformation eingeführt und die Gemeinde trennte sich 1528 von der Urpfarrei Altenbanz.
1616 erhielt der Ort eine Posthalterei der Kaiserlichen Reichspost, die von Thurn und Taxis betrieben wurde und ihren Sitz in einem Gebäude von 1603 hatte.
Im Verlauf des Dreißigjährigen Krieges litt Gleußen unter Zerstörungen. 1632 quartierten sich kaiserliche und bayerische Truppen unter Wallenstein ein. Ende des Siebenjährigen Kriegs wurde in Gleußen mehrmals von verschiedenen Truppen Winterquartier bezogen. 1847 lebten 53 Familien in Gleußen, Schleifenhan und Lohhof. Mitte der 1850er Jahre hatte die Gemeinde 333 Einwohner, 149 Häuser, eine Pfarrkirche, eine Postspedition und eine Mühle. 1889 hatten die Orte 74 Familien, die in 61 Häusern lebten.
Gleußen hatte verschiedene territoriale Zugehörigkeiten. Es gab ein strittiges, eng verzahntes Geflecht von verschiedenen grundherrlichen Eigentums- und Lehensrechten. Landesherrliche Rechte besaßen das Fürstentum Coburg und das Hochstift Bamberg, unter dem das Kloster Banz die Grundherrschaft ausübte. In dem zwischen Bayerns Ministerpräsident Maximilian von Montgelas und Prinz Leopold von Sachsen-Coburg-Saalfeld ausgehandelten Staatsvertrag aus dem Jahr 1811 wurde Gleußen schließlich Bayern zugesprochen.
1870 gründete Adam Schumann eine Brauerei mit einem zugehörigen Gasthof. 1948 wurde der Braubetrieb eingestellt und später der Gasthof geschlossen.
1925 hatte das Dorf 263 Einwohner und 61 Wohnhäuser. In der Gemeinde, die auch die Einöden Lohhof und Schleifenhan umfasste, lebten 293 Personen, von denen 273 der evangelisch-lutherischen Kirche angehörten. Im Jahr 1987 hatte das Dorf 361 Einwohner und 133 Wohnhäuser mit 157 Wohnungen.
Am 1. Juli 1972 wurde der Landkreis Staffelstein aufgelöst. Seitdem gehört Gleußen zum Landkreis Coburg. Im Zuge der bayerischen Gebietsreform verlor Gleußen am 1. Mai 1978 seine Selbstständigkeit als Gemeinde und wurde, wie seine Ortsteile, die Einöden Lohhof und Schleifenhan, ein Gemeindeteil der Gemeinde Itzgrund.

### Einwohnerentwicklung
| Jahr      | 1875 | 1900 | 1925 | 1950 | 1970 | 1987 | 2013 |
| --------- | ---- | ---- | ---- | ---- | ---- | ---- | ---- |
| Einwohner | 319  | 307  | 263  | 434  | 284  | 361  | 518  |

## Sehenswürdigkeiten

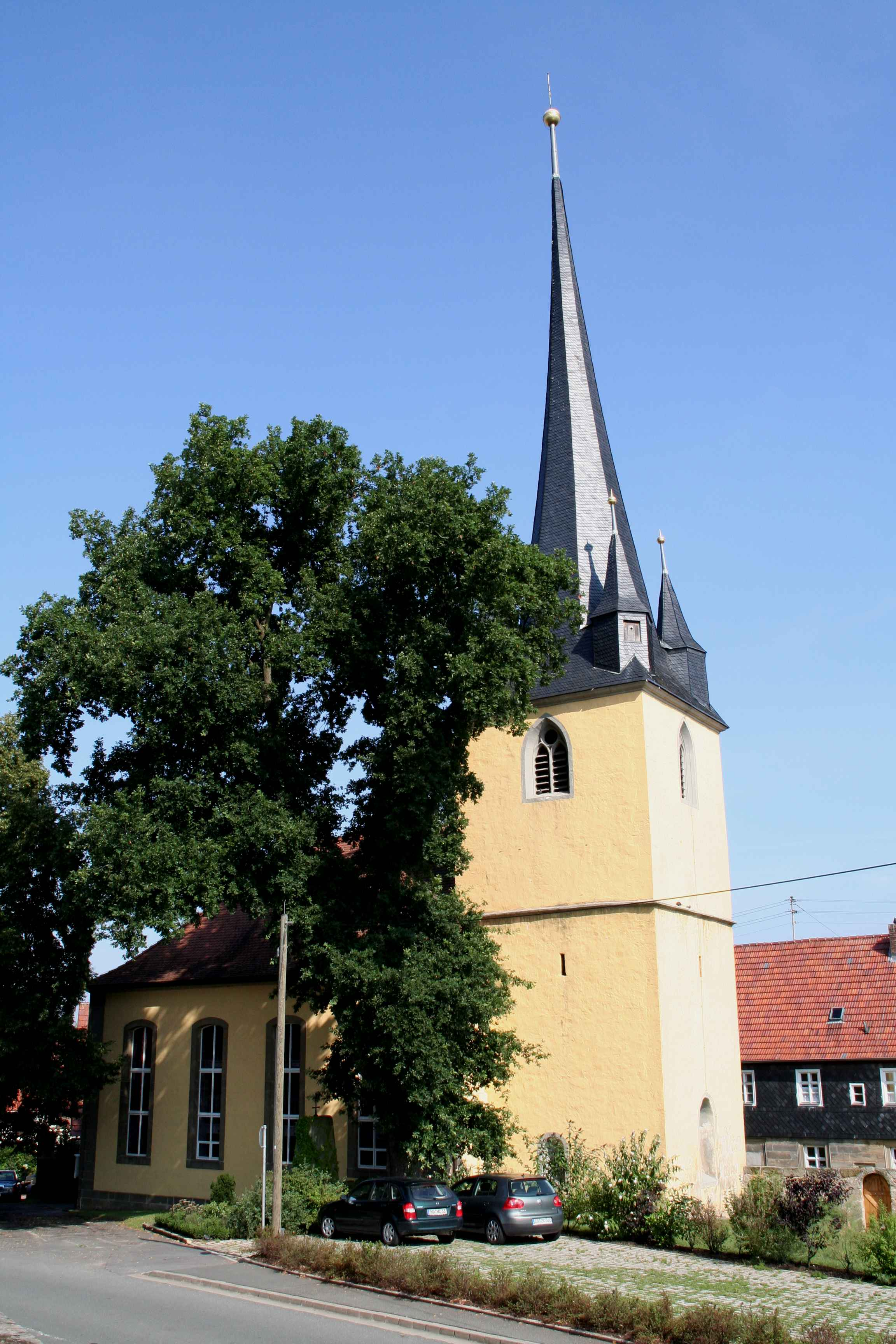
Pfarrkirche

Die evangelisch-lutherische Pfarrkirche ist eine klassizistische Saalbaukirche, deren Kirchenschiff 1831 bis 1836 errichtet wurde. Der im Kern spätmittelalterliche Chorturm mit einem Kreuzgewölbe stammt aus dem 13. Jahrhundert und erhielt 1608 einen hohen Spitzhelm mit vier Ecktürmchen. Von der Ausstattung ist der Baldachinkanzelaltar aus der Schweinfurter Kunstschreinerwerkstatt der Brüder Stößel erwähnenswert. Die Orgel baute 1834 Georg Christoph Hofmann aus Neustadt.